# ماكس فون هارتليب-والسسبورن
ماكس فون هارتليب-فالسبورن (20 أكتوبر 1883 - 25 يوليو 1959) ضابطًا في الجيش الألماني خدم كجنرال في الفيرماخت خلال الحرب العالمية الثانية.
قاد لواء بانزر الخامس في أوائل خريف عام 1939، ثم تولى مسؤولية فرقة بانزر الخامسة في 8 أكتوبر 1939. كقائد لهذه الفرقة، شاركت في معركة فرنسا عام 1940، لكنه أصبح ينظر إليه على أنه قائد ضعيف عندما تمكنت بلدة Le Quesnoy الفرنسية المدافعة من مقاومة قواته المدرعة لمدة أربعة أيام. وبحلول 28 مايو كان في الاحتياطي. في وقت لاحق في عام 1940، تم إعطاؤه قيادة الفرقة 179، ولكن في يناير 1942، تم إحالته مرة أخرى إلى الاحتياطيات أو المناصب الإدارية ولم يسبق له أن قاد قوات على الخط الأمامي مرة أخرى.
أصيب في 19 مايو 1942، تم نقل إلى المستشفى لمدة خمسة أشهر تقريبًا وقضى عدة أشهر أخرى في الاحتياطي قبل قبول المناصب الإدارية الأخرى خلال الفترة المتبقية من الحرب. بعد انتهاء الحرب، تم القبض عليه كأسير حرب وسجن لمدة عامين.

## الجوائز العسكرية
- الصليب الحديدي (1914) الدرجة الثانية والدرجة الأولى
- مشبك الصليب الحديدي (1939) الدرجة الثانية والدرجة الأولى